# 전의초수
전의초수(全義椒水)는 세종특별자치시 전의면 관정리에 있는 약수터이다. 2004년 3월 3일 연기군의 향토유적 제46호로 지정되었다가, 2014년 9월 30일 세종특별자치시의 향토문화유산 제46호로 재지정되었다.

## 개요
전의초수(全義椒水)는 세종(世宗, 1397~1450)의 눈병 치료를 위해 사용하였다는 천연(天然) 약수(藥水)이다.
세종은 재위 내내 당뇨와 피부병, 눈병 등을 앓았는데, 1444년(세종 26) 음력 1월 27일 어떤 이가 와서 아뢰기를 "청주(淸州)에 물 맛이 호초(胡椒) 맛과 같은 것이 있어 이름하기를 초수(椒水)라 하는데, 모든 질병을 고칠 수 있고, 목천현(木川縣)과 전의현(全義縣)에도 또한 이러한 물이 있습니다."하니 청주에 행궁(行宮)을 짓게 하고 이 말을 아뢴자에게 목면(木緜) 10필(疋)을 하사하였다고 기록되어 있다. 그 해 2월 28일에 궁을 떠나 3월 2일에 청주 초수리(椒水里)에 도착한 후 60일간 머물면서 병을 치료하였으며, 그 해 가을에도 다시 내려왔지만 병에 차도를 느끼지 못하였다고 한다. 세종이 청주에 머물던 1444년(세종 26) 4월 4일에 전의현(全義縣) 초수(椒水)에 사람을 보내 병이 치료되는지를 시험하였으며, 7월 4일 충청도 관찰사 등에게 초수를 올려 보내는 일에 대해 유시(諭示)하였는데, 매일 해질녘에 초수를 사기그릇에 넣고 기운이 새지 않도록 하여 봉함(封函)하여 하룻밤 사이에 서울에 도착하도록 하였다. 그 후 본인이 입고 먹는 것은 모두 백성으로부터 오는 것이니 폐가 없을 수 없으며, 초수행(椒水行)을 한다면 많아야 60일이나 70일 밖에는 머물지 못하지만 역(驛)을 통해 가져 온다면 1년 내내 초수를 얻을 수 있다하여 다시는 내려오지 않았다.
현재 전의초수는 ‘왕의 물’이라 하여 이를 널리 알리고 기념하기 위해 매년 3월 22일 '물의 날'에 ‘왕의 물 축제’를 열고 있다.

## 현지 안내문
전의 초수는 조선의 성군이시며 한글을 창제하여 가장 위대한 업적을 남기신 세종대왕의 눈병을 고친 약수로 《조선왕조실록》제106권에 그 내용이 상세히 기록되어 있다. 세종대왕은 한글 창제를 위하여 많은 책을 보다 눈병을 앓았는데 장님에 가깝도록 앞을 보지 못하여 고생을 많이 하였다. 그때 어떤이가 와서 아뢰기를 복천, 전의, 청주에 초수가 있는데 물맛이 차고 후추처럼 똑쓴 맛을 내며 눈병치료에 좋다고 아뢰다 우선 사람을 보내어 치료케 하니 효험이 있어 처음에는 청주 초정에 행궁을 짓고 치료했으나 완쾌를 보지 못하고 환궁하였다. 그후 약효가 센 전의초수에 행궁을 짓고 치료하려 하였으나 그해 가뭄이 심하여 백성들의 고초가 심하자 백성들에게 피해를 입힐 것을 염려하여 행궁 짓는 것을 포기하고 1년여 동안 전의초수를 매일 해질녘에 떠서 사기 그릇에 담아 빠른 말로 신속히 운반토록 하여 치료를 하니 그 병이 다 나았다고 한다. 지금도 전의 초수는 아무리 가물어도 마르지 않고 초수가 끊임없이 샘솟고 있으며 위장병, 피부병, 심장병 당뇨병 등 각종 고질병에 효험이 있다고 한다.